# 两广事变

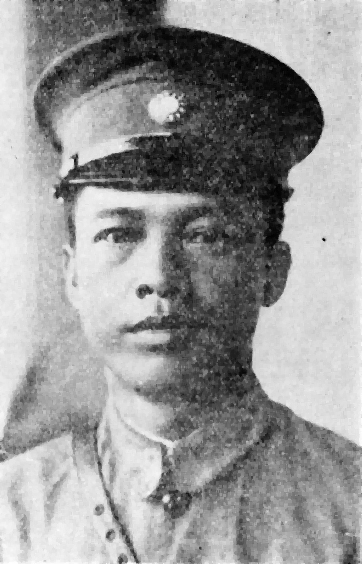
兩廣事變的要角之一：陳濟棠，事後所有人都把責任推到他身上

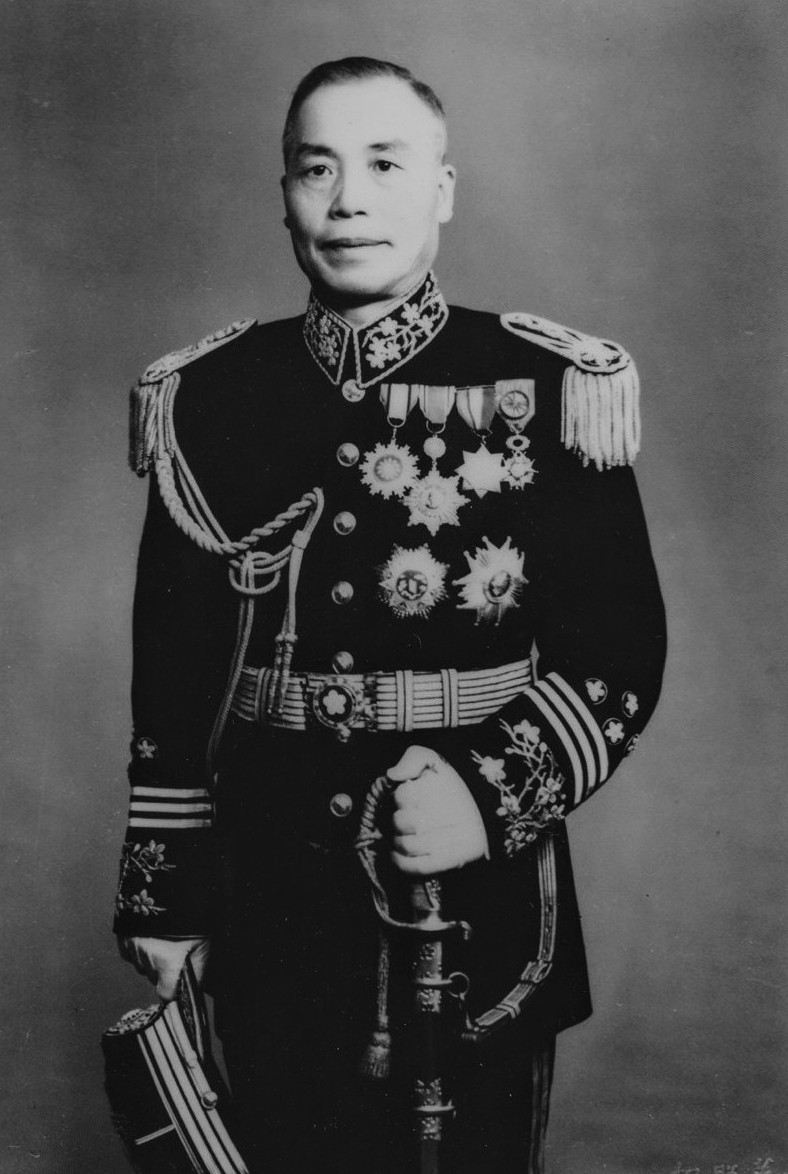
兩廣事變的要角之一：李宗仁

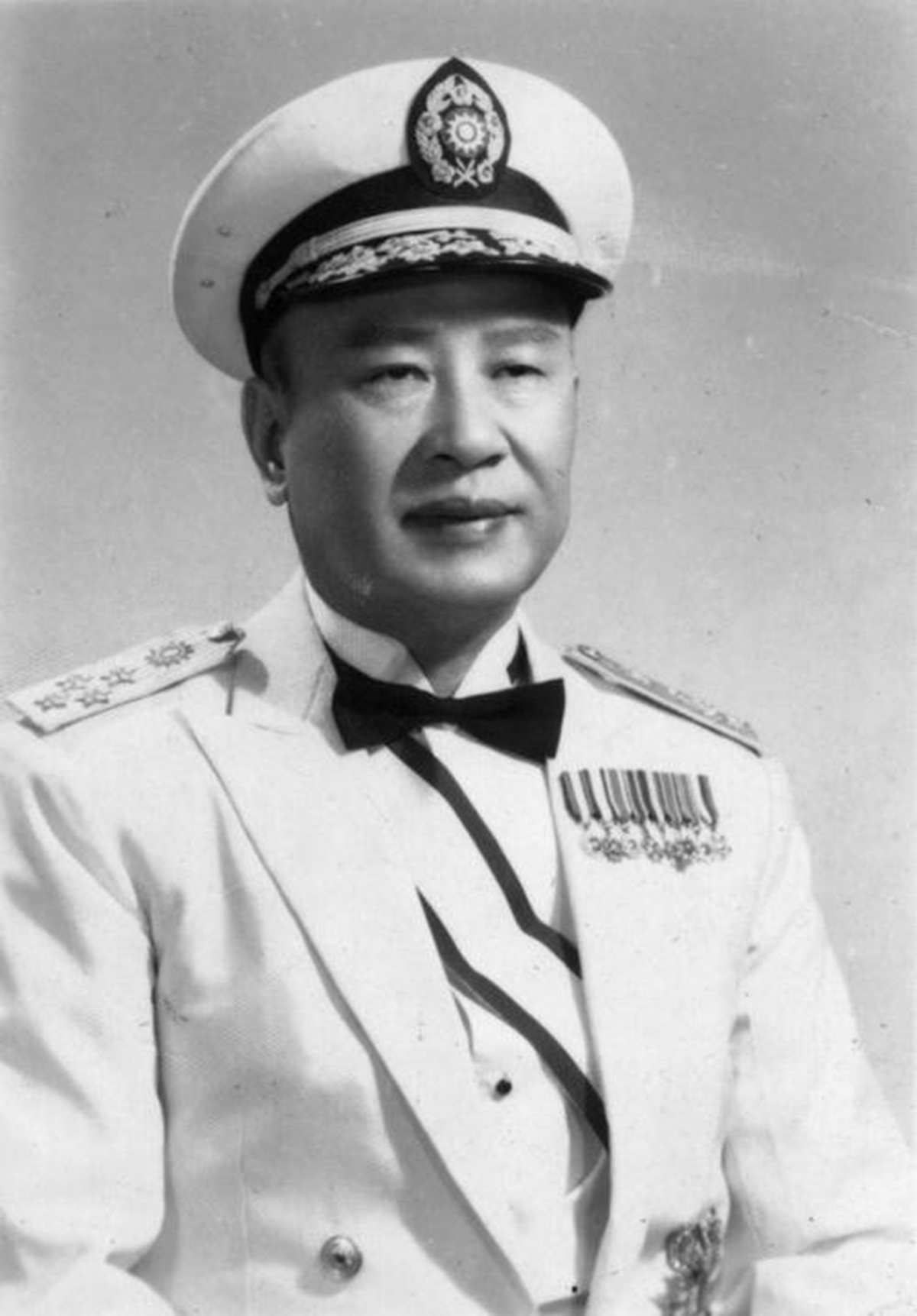
兩廣事變的要角之一：白崇禧

兩廣事變，又称六一事變或兩廣異動，是1936年6月—9月，中原大戰後碩果僅存的兩大地方軍閥派系粤系及新桂系，以抗日為名挑戰蔣介石領導南京國民政府的未遂武裝政變。该政變几乎触发内战，但是最终以双方达成政治妥协而结束，事後中央（江浙）派系成功壓制兩廣地方勢力，更進一步鞏固對中央政府的掌握。

## 事件经过

### 背景

#### 蒋介石在国民党内的权力巩固
1931年“九一八事变”前后，蔣介石在蒋桂战争中重创势力一度如日中天的新桂系，并在中原大战中击败西北军冯玉祥，晋绥军阎锡山等，巩固了其国民政府和中国国民党中央的名义和政治地位。同時蔣介石又通过围剿中国共产党領導的中国工农红军增強在江浙以外區域影響力，當時中國共產黨革命根據地多在華中、華南一帶，當地軍閥在這套攻勢下一步步遭南京政府收編；1933年閩變後，南京政府趁擊垮中華共和國人民革命政府的機會重新掌控福建省實權。1935年的第五次剿共戰爭，南京國民政府在驅逐中國共產黨在華中江西一帶勢力後，也同時削弱當地軍事將領控制力，並由資源委員會出面整頓當地的鎢沙與銻礦開採擴充南京國民政府財源，蔣介石控制地盤從長江流域中下游的浙江、安徽、湖北進一步南下擴張到湖南、福建，一路追剿中國共產黨的過程更深入西南各省，過去形同半獨立的四川劉湘也只能妥協向南京國民政府輸誠。
在驅趕中國共產黨的過程中，南京國民政府也逐步強化基礎建設，國民政府鐵道部當時最重要的基礎建設為打通粵漢鐵路的工程，1936年時也即將完工，這將進一步強化南京國民政府與華南經濟連結，同時也更方便調兵遣將。

#### 粤桂双方的实力与和日本、中共的关系
蔣介石中央军系利用中國共產黨弄垮或整倒各地實力派的作法，讓西南與華南一帶的實力派感到腹背受敵之困；在1936年事變爆發前，華南與西南一帶還有政經能力與南京國民政府抗衡者，也只剩下廣東、廣西的實力派。两广系的军阀一直依仗“党国元老”胡漢民的声望与支持，和南京政府抗衡。當然，這些將領對於蔣介石這種做法相當不齒，但南京國民政府也對這些實力派採「均權分治」的名義保持半獨立狀態一樣很不滿。但政治上兩廣實力派仍能靠「西南政務委員會」這塊招牌維持當地獨立性，委員會17人中除了兩廣主要軍事將領外，還包括中國國民黨大老胡漢民、蕭佛成、唐紹儀等人，委員會所聘請的國民黨大老共同特色就是反對蔣介石，而南京政府基於他們的輩分也不太願意公開翻臉。
軍事上，雖然後來兩廣均是以反日為宣傳主軸，但是与日本关系十分复杂。自1932年初起，日本军部即不断派代表赴广州与陈济棠接洽。1934年3月22日、1935年2月13日，日本第三舰队两次访粤，陈济棠曾分别与其司令今村信次郎中将、百武源吉中将会谈。1935年3月2—5日，日本奉天特务机关长土肥原贤二到达香港、广州、桂林，分访胡汉民、陈济棠、李宗仁、白崇禧等粤桂要员。1936年2月，松井石根大将又在广州访问陈济棠，向粤方赠送枪枝约1000支、子弹20万发及数门山炮。日本军方与粤桂要员接触目的，是希望策动两广联日反蒋。
新桂系在中原大戰後，曾購買了大批日本武器和日本军事教官，廣西空軍中也配備不少日製戰機，在1930年代中日矛盾逐漸擴大時，這種作法便顯得相當尷尬。但新桂系白崇禧则称“胡服骑射”，“借他人的拳头打他人的嘴巴”等理由。击退紅军主力后，新桂系于1935年冬派代表赴西安、天津与中共建立联系，李、白两人更公开提出与中共合作抗日的主张。

#### 桂系的抗战舆论准备
1931年底，桂系借九一八事变后的华北乱局，参与、推动了逼蒋下野。但此后五年，桂系始终对抗日避而不提，大量购买日本军火，聘请日本军事教官，日军要人清水孝次郎、原田、土肥原贤二多次到访广西。
1936年4月17日李宗仁在广州市东山马棚岗寓所以对记者谈话形式最早提出焦土抗战政策，主张“发动整个民族解放战争，宁愿全国化为焦土，亦不屈服之决心，用大刀阔斧来答复侵略者”“全在我国大多数军民之能否觉悟，与军政当局之能否领导，上下一致，本焦土抗战之精神，毅然决然为民族解放战争而牺牲之一点而已”，并以李宗仁《我对中日问题的观察和主张》一文刊于1936年4月18日《南宁民国日报》。文章发表后，全国各报竞相转载。对1936年6月1日爆发的“两广事变”形成了舆论基礎。此后，李宗仁在很多场合谈论“焦土抗战”，攻击蔣介石中央对抗日之不作为，令中国进入“不死不活”状态，并声称地方实力派愿共同出兵抗日。如1937年1月1日，李宗仁在《东方杂志》新年特大号上发表《民族复兴与焦土抗战》一文，论述了他的“焦土抗战”的思想，指出“今日中华民族之唯一的出路，唯有立即对日抗战”。 
中共于1936年5月31日发表《我党在两广的任务》一文，鼓励民众拥护李宗仁的抗日主张。

#### 蒋介石对西南两机关的打算
而国民政府中央则坚持“攘外必先安内”，坚持比如统一全国之后，才可以倾全力反击日本之侵略。1935年8月，日本懼蔣整頓西南，「大施威脅，縱令特務機關，到處滋擾」:31。蔣介石亦派人游说新桂系之政治盟友广东陈济棠，企图得到陈济棠配合，一举消灭新桂系。1935年末，陈济棠派人前往南京述职。蔣介石向其透露了解决新桂系之方针政策，并要求陈济棠配合，同时驱逐广东境内一切反蒋势力。陈济棠得知后，甚为猜忌，认为唇亡齒寒，新桂系一旦失败，粤系亦不能避免被蔣介石吞并之命运。故反而积极主动联络新桂系，一同反蒋。
1936年2月，蔣整月在南京:374。3月21日自南京歸奉化，續遊杭州西湖，3月28日回南京；4月10日溯長江西上抵達漢口，視察巿政，4月13日自宜昌乘商輪入西陵峽巫峽，4月14日到萬縣登陳家壩視察飛機場，4月16日重慶登岸飛成都到昆明等。
1936年5月13日，中国国民党中央常务委员会主席胡汉民在广州因患腦溢血突然去世:38。次日，蒋介石认为解决两广半独立状态的条件已成熟，要求陈济棠协助国民党中央出兵广西，“对桂用兵”。蔣介石在5月18日派人致祭，弔唁團5月24日至粵，前往广州吊丧的孙科等人與陳濟棠有過私下會商，會商內容後來外界稱為「五条建议」：第一，取消两广的半独立地位；第二，派人取代胡汉民在广东省政府之地位，改组广东省政府；第三，原粤系人物愿意到南京工作者随意，不愿者中央政府资助出洋考察；第四，粤军各军师长由军委会统一任命；第五，取消广东货币，统一以法币。如果五条建议為真，很顯然南京政府的真实目的乃取消西南两机关，彻底控制两广，趁此粵系勢力不穩的時機向廣東發表最後通牒，意图将广东权力收归中央。但南京政府在1936年6月8日否認了五條建議一說，真實談話內容至今已不可考。
陳濟棠、李宗仁、白崇禧在弔唁團後有集會商議，中央在當時的傳話可能仍引起陈济棠的强烈反弹。不愿坐以待毙的兩廣實力派軍人决定共同出兵，北上反蒋。陈济棠于5月19日与白崇禧会于广州，两日决定借“抗日”为名公开反蒋。5月19日，陈、白二人召集数十名粤桂高级将领开会，研究反蒋大计。会上，白崇禧表示桂方将全力支持粤方反蒋，使陈最终下定开战决心。

### 事件爆发

#### 粤桂军的北上
民國25年（1936）6月1日，廣東陳濟棠、廣西李宗仁組國民革命抗日救國軍，稱兵入湖南:33。陈、李在广州召开“西南两机关”联席会议，决定以粤桂两军打出抗日旗号，北上讨蒋。决定两广历史走向的“两广事变”就此爆发。陳授意中国国民党西南执行部和国民政府西南政务委员会兩機關作出決議：命陳濟棠、李宗仁组织抗日救国西南联军，並以陈、李分任正副总司令，仍辖原第一、四集团军:39。稍後因陳之推薦，又任何犖為西南聯軍參謀長，李潔之為西南聯軍兵站總監:39。
6月2日，西南兩機關對南京發出籲請中央領導全國抗日之冬電，並通电全国督促中樞領導抗日；同時發動兩廣國民黨各級組織和群眾團體通電響應，並舉行抗日示威運動:39。
6月4日，陈、李在廣州發出通電，痛陳九一八事變後日本軍踐踏中國土地，並攻击蔣介石中央对抗日不作为，決定率部北上抗日，請求准許粵桂部隊北上，收復失地，要求蔣立即停止进逼各地方实力派。国民政府和中国国民党中央立即回电驳斥，声称“攘外必先安内，统一方能禦侮”，并痛斥两广为“地方将吏抗命”。同时军委会亦通电两广，严令两廣部队不得擅自行动，双方矛盾激化。
6月5日，陳授意中国国民党西南执行部和国民政府西南政务委员会兩機關作出決議：命陳濟棠、李宗仁组织抗日救国西南联军，並以陈、李分任正副总司令，所轄部隊仍為既有的第一、四集团军:39。西南兩機關訓令陳濟棠、李宗仁、白崇禧訊為準備出兵抗日。陳濟棠、李宗仁宣布組成國民革命抗日救國軍，稍後因陳之推薦，任命何犖為西南聯軍參謀長，李潔之為西南聯軍兵站總監:39，發兵進軍湖南。
6月8日，在廣東空军的掩护下，廣東陸軍第二軍（軍長張達下轄廣東陸軍第2、4、5、6師）、廣西陸軍第十五軍（軍長夏威，下轄廣西陸軍第42、43、44師）進軍湖南，廣東部隊佔領郴州、廣西部隊佔領永州。兩廣部隊在發兵湖南後，蔣介石忙将中央军两个军由湖北调入湘南，並蔣命令福建綏靖主任蔣鼎文、重慶行營主任顧祝同遣兵備便，制止兩廣部隊攻入衡陽或進攻貴州。
6月11日，國民革命軍第四路軍進駐衡州，從永州北上的廣西部隊被迫暫前進。自粵漢鐵路北上的廣東部隊也隨後停止進軍。
6月18日，國民革命軍入駐衡陽，与粤桂联军对峙于郴州、祁阳一线，由於中央軍控制住主要交通重鎮，兩廣部隊無法從湖南繼續北上，停止進軍。蔣命令福建綏靖主任蔣鼎文、重慶行營主任顧祝同遣兵備便，制止兩廣部隊攻入衡陽或進攻貴州，由於中央軍控制住主要交通重鎮，兩廣部隊逆勢大挫:33。
由於兩廣部隊北上主要通道只剩湖南可走，所以湖南主政者態度將決定聯軍的命運，新桂系因此派出李品仙拉拢主政湖南的何键。何键當時態度相當為難，因為中央軍已經開入湖南，他一旦有明確的反蔣態度中央軍隨時可以將他一同擊垮，但如果他明確支持蔣很可能就是兩廣軍把他擊垮。所以最後他決定以拖待變，一面敷衍李品仙，一面向蔣报告粤桂两军的行动。而粤桂两军则出动30万人马，飞机100多架，内河舰艇20多艘，抢先进攻湖南。但当时何键已经投向中央，和中央军一道防堵粤桂两军。粤桂两军暂停于湘南，不再前进。
6月下旬，100余名日本军官抵达广州，入住沙面及新亚酒店，准备协助粤军抗蒋。

#### 粤军的瓦解与陈济棠下野
7月1日，陳濟棠正式就任西南兩機關所任命之「中華民國國民抗日救國軍西南聯軍總司令」，李宗仁就任副總司令，並接受印信:40。隨即發布派兵北上抗日收復失地之命令:40。第一集團軍好些將領都不願參加陳濟棠以抗日為名反蔣之錯誤行動，密謀擺脫之計:40。
在7月份一開始，粵系部隊便快速土崩瓦解。南京政府在事件發生後，便開始利用情報組織牽線收買兩廣部隊的將領，第一個倒戈的是以12萬港幣的代價買通的廣東空軍飛行員黃志剛，並由他為中介向廣東飛行員傳達1架飛機2萬法幣的價格拉攏投誠。6月30日，粤空军飞行员黄志刚率7架战机叛粤投蒋。7月2日，4架O-2MC、3架波音281與3架轟炸機共27位飛行員飛抵南昌，宣告投誠南京，黃志剛隨即升任中華民國空軍第17中隊中隊長（後轉任15中隊中隊長）。7月4日，又有48架战机离粤，在南昌降落，宣誓效忠南京政府。
廣東陸軍第一軍軍長余漢謀的妻子為國民革命軍將領上官雲相之妹，因此在情勢升溫之前南京方面便以上官雲相個人管道策動余漢謀反陳，蔣中正则允诺倒陈后以余汉谋主政广东。7月4日，余漢謀於軍部南雄宣布擁蔣，南下朝韶關、廣州進軍向陳濟棠“兵谏”。7月6日，被蒋收买的廣東第一軍軍長余漢謀搭乘飛機飛抵南京向蔣中正輸誠。同日，廣東陸軍第一軍副軍長李漢魂、廣東陸軍第四軍副軍長鄧龍光、虎门要塞司令李潔之通电反陈。
7月12日，由鄭介民引線，廣東海軍的新式魚雷艇2艘由艇長鄺文光、鄧萃功投誠南京政府。7月13日，余漢謀與親近將領通電擁護統一，反對割據:33。7月18日，以40萬港幣的代價買通的粤空軍司令官黃光銳亲自帶領74架軍機及後勤人員經韶關飛往南昌宣告投誠南京。在蒋介石的收买之下，原本陸空實力雄厚的粤军僅半個月便分崩離析，陳濟棠此時空軍戰力以盡數瓦解，陸軍戰力亦近半擁蔣。
7月13日，国民党五届二中全会决议撤销西南执行部，军委会则宣布撤销陈济棠的职务，以余汉谋取而代之。同时为了分化粤桂，宣布李宗仁、白崇禧的本兼各职不变。但是新桂系没有上当，还尽力扶持陈济棠，建议陈济棠立即将钱粮，武器和可靠部队掌握，退往粤西，背靠桂系，同时准备派桂军入粤，稳定广东局面，但是形势已经急转直下。新桂系三大首领赶紧与陈济棠见面商议，统一军政，财政，并且将军心已经不稳的粤军布置在内线，而桂军布置在外线。
7月14日，余汉谋向陈济棠发出通牒，要求陈济棠24小时内离开广东，同时出兵向广州进攻，原先北上湖南的廣東陸軍第二軍抗命不戰而退，軍長張達發電報向陳濟棠回報第二軍已無鬥志，希望鈞座懸崖勒馬，准备迎余汉谋以代替陈济棠，此時廣東陸軍包括第一軍、第二軍、第四軍都遭到南京政府收買，陳濟棠已無力控制其主力部隊的行動。白崇禧立即电告陈济棠，形势危急，劝陈济棠不惜血本迅速稳定军心。但仅过了一日，陈济棠之广东空军便在司令黄光锐的率领下全数北上投蒋，陈济棠已经心灰意冷，决心下野，遂不再理会白崇禧的提议。18日，陈济棠在将过渡政务军务安排妥当后，前往香港，淡出政坛。陈济棠之亲信陈汉光所指揮的廣東陸軍第12師在陳濟棠決定離職時被陈济棠命令入桂，并且附送军费数十万元。但粵軍第12師同樣抗命不愿入桂，被余汉谋收编，至此，陈济棠在广东之势力被连根拔起，除了数十万军费归新桂系所有外，全部被余汉谋接收。24日，余汉谋全面接管广州防务。

#### 国民政府讨桂与新桂系的妥协
与此同时，新桂系虽仍标榜反蒋，却已经与蒋共双方积极交涉。陈济棠倒台，蔣介石立即威逼新桂系，顾祝同率薛岳等部自贵州进逼，余汉谋所部自雷州半岛进逼，陈诚部自西江沿江而上，何键湘军则自湘桂边境窥探桂林，新桂系形势危急。新桂系立即以民团制度动员全省后备兵源准备迎战，建制军队扩充兵力至44个团，另外尚有近10万地方民团。约兵力20余万，据险固守。同时为了争取舆论支持，驱逐桂军内部所有的日籍教官、顾问。由于新桂系不同于粤系，以李、白二人为核心的团体组织向心力十分稳固，蔣介石对新桂系的收买分化未能成功，新桂系内部没有重要军政人物投蒋。
6月后，广西连日发生新桂系支持下的抗日示威游行、集会，声势浩大。大批文化界、新闻界人士亦被邀请来桂。新桂系在舆论上占了上风。新桂系盟友众多，东北军，西北军，共产党都通电声援。新桂系亦利用西南各地方实力派与蔣介石中央军系的矛盾，分化，游说。在福建事变中下台的蔡廷锴还出资30万港元组建了一个师增援新桂系。
7月，中共秘使云广英抵达南宁，对李宗仁表明中共建立“抗日民族统一战线”的主张，希望新桂系停止反蒋。7月15日，国民政府通电全国，宣布将李宗仁、白崇禧外调，明升暗降，同时委任原属新桂系，但早在中原大战后投蒋的黄绍竑主政广西，企图分化新桂系。李、白二人拒不到职，而黄绍竑暗通桂系，居然公开表示不愿就职。两广事变陷入僵局。
7月底，出于对反日情绪和对新桂系的同情，中国各界和各地方实力派开始倾向于新桂系。冯玉祥亲自上庐山劝告蔣介石和平解决两广事变。加上当时东北军张学良，西北军（陕军）杨虎城已经同中共秘密达成了停战协议，蔣介石急于调兵北上剿共，也逐渐倾向于和平解决两广事变。
其后，蒋介石亲赴广州，自8月10日起，蒋桂双方不断派人互相试探。桂方提出，蒋介石必须准备抗日，桂方则将全力协助。邓世增，刘斐，朱培德，程潜，居正等人不停来回南宁和广州，劝说双方各退一步。雖然新桂系仍在加強備戰，但廣西空軍也猶同廣東空軍開始逐漸倒戈。8月15日，廣西空軍第三隊副隊長鄧梓湘帶領3架飛機飛往廣東投靠南京政府；8月16日，廣西空軍司令兼航空學校副校長林偉成與廣西空軍飛行隊隊長甯明階同乘1架飛機飛往廣東投靠南京政府。李宗仁在8月15日鄧梓湘事件後即擔心廣西空軍會猶如7月份廣東空軍一般土崩瓦解，因此在同一天發電報向林偉成告知扣留以廣東航校畢業生為主的廣西空軍第二隊隊長寧明楷與飛官20餘人，白崇禧隨後進駐廣西空軍訓話，鎮壓住可能爆發的叛逃潮。
最后新桂系提出，中央停止进逼地方，维持广西现状不变，日人如更进一步，立即全面抗战，战端一起，广西立即出兵。在此基础上，新桂系宣布服从蒋之领导，不再争夺中央名器。同月，新桂系宣布恢复第十九路军建制，納編抗日救國軍新編第一師（師長翁照垣），並由該師隸屬的國民革命軍第264團（團長謝鼎新，前十九路軍後方留守部隊，十九路軍被解體時駐紮廣西）进占广东北海，表明强硬的抗日立场。双方台前幕后的争斗持续到9月初。
9月2日，蒋方代表抵达南宁与李、白正式谈判。3日，北海更是发生了十九路军及抗日人民處決被視為日軍間諜的丸一藥房店主，日本人中野順三，并引起外交风波的北海事件。9月4日，国民政府和军委会发布命令，李白二人和桂系大小官员之职位不变，新桂系官员则隆重在南宁就职，宣布服从蒋之中央。6日，蒋方接受桂方要求，双方达成和平协议，南京国民政府正式任命李、白为广西绥靖正、副主任。至此，两广事变解决。9月中旬，李宗仁亲赴广州，当面向蒋介石表示服从，新桂系与蒋之矛盾暂时得以解决。在蒋桂合作之下，两广事变在历经3个多月，双方出动高达80万部队对峙，在未爆發實際交火後，以粤桂两军的全面失败告终。

## 事後回憶

### 陳濟棠迷信說
兩廣事件的兩廣方面主要當事人多把事變起因推給一個迷信故事：在事變之前，陳濟棠曾「扶乩」問吉凶，而乩仙則鼓勵他「機不可失」，果然於7月4日，粵方空軍駕駛員四十餘人，忽然駕「機」投奔中央，接著便是粵軍第一軍軍長余漢謀，陣前「起義」，反陳擁蔣，粵軍另一主將李漢魂，也認為陳氏「所謂抗日救國云者，直是公開騙人」，因而「掛印封金」，單騎歸漢去了。李宗仁在回憶錄也「強調」，他是和其他元老一樣，到廣州替陳濟棠「抬轎」的，整齣滑稽劇是陳濟棠一人「迷信」和「糊塗」搞起來的。

### 劉廷芳的「內幕」故事
史學家唐德剛曾「訪問」了當時何键的密使劉廷芳，据刘称，由於湖南扮演著關鍵角色，两广的想法是「裹脅」何鍵，其手段為：「威之以勢」（兩廣的部隊進入永州、衡陽），再誘之以利（如事成之後，則「從龍」有功，富貴榮華不盡云云），再動之以情（這個關鍵的「說客」角色，自然就由與何鍵交好的李品仙擔任了）。
為負荷此一「內交」重任，李品仙於1936年初夏為桂使湘。行蹤至為詭祕，而湖南方面親自接待他，並與之密談的正是何鍵自己，何之外，就只有一個劉廷芳了（另外只有個紀錄秘書）。
在這場湘桂密議中，最難為的就是何鍵了。他如參加兩廣造反，則中央興師討伐時，他便首當其衝。兩廣一毛未拔，他自己便身首異處。他如服從中央，則兩廣「北伐」的第一個目標也是他。中央可趁勢一石二鳥，而何氏以一人敵兩省，勝負可知。他如首鼠兩端，拒不表態，則南北夾攻中，就更無完卵矣。
這場湘桂密議可難為了何鍵，他的反應還是兩面磕頭——一面接見兩廣密使，另一面又公開派遣省府秘書長易書竹，往南京請示。他這種兩邊表態，又兩邊不表態的幹法，兩廣雖繼續「勸駕」，並揮軍繼續北上；中央蔣委員長拒絕接見何鍵專派的官方代表易書竹，意味何鍵有「附逆」的企圖。
在南京中央強迫表態的情況下，何氏權衡輕重，不得已向中央「一面倒」。但是中國傳統政治中「辦理內交」，則相對實力派之間的「私人往還」，和各派心腹人員彼此之間的密議，實非各派「官方代表」之間的公事公辦所能及其萬一。因而何鍵這項「向中央秘密表態」的內交重任，便落到劉廷芳身上了。

### 中共对事变的评价
1936年6月9日，毛泽东在陕北通过无线电广播向全国发表：西南抗日反蒋，虽然不免夹杂有权位、地盘等不正当的动机，“吾人认为西南抗日反蒋军事行动，客观上是革命的进步的行动”“希望西南领袖能彻底执行抗日救国纲领，将两广造成抗日救国根据地，开展抗日战争”。……吾人准备在军事上及其他方面给西南以各种可能的援助。
1936年6月中旬，中共中央联络局局长李克农到红军大学政治部找组织科科长云广英（文昌籍）谈话：“两广事件”的发生，中央认为是国民党内部分裂的表现，其真相我们现在还不太清楚。但是在这种事态下，我们可以利用国民党中央和各省地方势力之间的矛盾，进行抗日民族统一战线的工作，以促进抗日斗争运动的发展，这是十分必要的，也是有利的。李克农向云广英交代任务：中央决定派你出去，以红军代表的身份，向广西当局进行抗日民族统战工作。云广英从西安乘火车前往天冿，与中共北方联络局负责人王世英接头，得知广东陈济棠部队的余汉谋已投靠蒋介石，陈已逃出广州去了香港，广东的局势较乱，王世英对云广英说，你化名“林秀先”，从香港转道去南宁找李宗仁，不必到广东了。中共北方联络局通知了李宗仁在天冿的代表，再通过其秘密电台告知了李宗仁和白崇禧。6月下旬，林秀先乘西江客轮抵达南宁，在民生路的第四集团军总部见到了李宗仁，转达了中共领导人“反对内战，一致抗日”、建立抗日民族统一战线的主张，“我们党中央这次派我到广西来，就是为着商谈关于合作抗日的问题。我认为只要全国各方面愿意和决心抗日的力量都团结起来，互相配合，进行抗日救亡运动，促进全面抗日高潮的到来，那我们就一定能战胜日寇，取得全国抗日战争的胜利。”李宗仁安排由桂系政治部主任王公度与林秀先联络。
两广事变武装反蒋抗日，虽然最终和平解决，但对半年后的西安事变有重大影响。

## 影響
随着“两广事变”落幕，陈济棠治粤的时代结束。新桂系虽得以延续，但亦已投靠蒋介石的国民党中央。新桂系与新粤系以“西南两机关”的名义联合治理两广的五年，两广保持半独立式的状态结束。自此，蒋介石在国民党内的权力进一步扩大，而国共双方希望建成的“全国抗日统一战线”亦进一步巩固，同时粤、桂双方和日本之间本来暧昧的关系亦因为被中央收编而断绝。
由於不動干戈，就使當時實力非常強大的粵桂集團軍附和中央，提高了蔣本人的聲望。叛方將領表現，也足使他相信「人民眼睛是雪亮的」，亂罵他「親日賣國」的政敵是不得人心的——顯然也使他對「攘外必先安內」的政策的正確性，益發堅信不疑。蔣便將預備征討兩廣的中央師悉數北調，用來剿共，並準備將張學良的部隊調離。兩廣事件和平解決，張、楊虎城與中共籌組西北大聯合之信心因此動搖。當時論「造反」必備的軍隊實力，無論是張的東北軍還是楊的西北軍都和兩廣部隊相比較弱。然而也因蔣過分自信，僅帶少數文武飛往西安，結果西安事變時所有人都被扣留。

## 相关书目
- 李宗仁口述，唐德刚撰写，《李宗仁回忆录》，1988年2月第1版。广西：广西人民出版社。
- 刘志超等著，《民国军阀史》，1998年3月第1版。辽宁：辽宁大学出版社。
- 莫济杰，陈福霖[美]著，《新桂系史》，1991年8月第1版第一卷。广西人民出版社。
- 唐德剛，《書緣與人緣》，1991年12月31日第一版，台灣：傳記文學出版社。